# بهاج كورونا
بهاج كورونا هي لعبة متصفح عبر الإنترنت تم إنشاؤها بواسطة المطورين المستقلين أكرم طارق خان وأنوشري واراد، وهما طلاب في مدرسة كزافييه للإدارة (XLRI). يلعب اللاعبون كنسخة متحركة من رئيس الوزراء الهندي ناريندرا مودي، حيث يقومون بإسقاط فيروس كوفيد-19 باستخدام المطهر. طريقة اللعب المبسطة مستوحاة من لعبة الفيديو Flappy Bird لعام 2013.تعرض اللعبة رسائل تثقيفية تتعلق بالنظافة الشخصية عند إصابة الشخصية بالفيروس.
تم تطوير اللعبة خلال فترة الاغلاق التي استمرت 21 يوما، و التي تم الاعلان فيها في الهند في 25 اذار 2020. عرض تطبيق Share Chat شيرشات، و هو تطبيق شبكات اجتماعية اقليمي، اللعبة على منصته.

## روابط خارجية
- الموقع الرسمي